# Kazimierz Sopuch
Kazimierz Sopuch (ur. 1 kwietnia 1933 we wsi Jawory-Wielkopole k. Ostrołęki) – polski poeta, publicysta, tłumacz, socjolog

## Życiorys
Urodził się w rodzinie Adama i Cecylii z Dudziaków. Ukończył szkołę średnią w Kętrzynie, a następnie w roku 1958 studia filozoficzno-socjologiczne na Wydziale Filozoficznym KUL. W latach 1956–1960 mieszkał w Olsztynie, gdzie pracował w Oddziale Wojewódzkim Stowarzyszenia PAX w Olsztynie i współpracował ze „Słowem na Warmii i Mazurach” – regionalnym dodatkiem do gazety „Słowo Powszechne”, na łamach której debiutował w 1956 roku jako poeta. Był współzałożycielem grupy poetyckiej „Łyna” (1958–1960). W 1961 roku przeniósł się do Gdańska gdzie pracował w tamtejszym Oddziale Wojewódzkim PAX, potem w Poradni Zdrowia Psychicznego. W 1965 roku zamieszkał w Gdyni. W latach 1977–1997 był pracownikiem naukowo-dydaktycznym w Instytucie Filozofii i Socjologii Uniwersytetu Gdańskiego. W 1977 roku uzyskał stopień doktora za rozprawę Przemiany społeczne na ziemi kościerskiej w okresie Polski Ludowej a uczestnictwo w kulturze. W 1985 roku został doktorem habilitowanym za rozprawę Postawy wobec życia i wybór wartości a struktura społeczna. Wykładowca Wydziału Nauk Społecznych Wyższej Szkoły Komunikacji Społecznej w Gdyni. W 1997 roku przeszedł na emeryturę. Współzałożyciel Wyższej Szkoły Komunikacji Społecznej w Gdyni, wykładowca i jej pierwszy rektor w latach 2002–2004. Współpracował także z Wyższą Szkołą Pedagogiczną w Olsztynie i z Kaszubsko-Pomorską Szkołą Wyższą w Wejherowie.
Jest członkiem Polskiego Towarzystwa Socjologicznego, Gdańskiego Towarzystwa Naukowego, Stowarzyszenia Autorów ZAiKS. Do 1982 roku był członkiem Związku Literatów Polskich. Później wstąpił do Stowarzyszenia Pisarzy Polskich (Oddział w Gdańsku).

## Twórczość poetycka
- My dwoje (1960)
- Wyjście z cienia (1966)
- Rwanie lnu (1971)
- Astry (1976)
- Oswoić ptaka (1980)
- Gleba (1986)
- Wiersz wybrane (1994)
- Drażnienie niepokoju (1998)
- Na obrzeżu (2001)
- Ponad losem (2009)
- Ku nieznanemu (2012)
- Cztery poematy i epilog
- Na wiekuistych pastwiskach
- ..Mgła
- ..ALBOCO
- Dziennik pokładowy. Podróże
- Dziennik pokładowy. Lata siedemdziesiąte[4]
- Dziennik pokładowy. Lata osiemdziesiąte
- ALBOCO. Nowy wybór wierszy. Wydawnictwo Literackie ATENA, Poznań (2020)
- Jeremiady. Biblioteka Autorów Warmii i Mazur, Olsztyn (2022)
- Prawdy proste i wieczne - tom przekładów poetów Petersburga

## Odznaczenia, nagrody i wyróżnienia
- Wyróżnienie w konkursie Łódzkiej Wiosny Poetyckiej (1960)
- Nagroda Czerwonej Róży za fragmenty poematu Rwanie lnu (1968)
- Odznaka „Za zasługi dla Gdańska”
- Odznaka honorowa „Zasłużonym Ziemi Gdańskiej”
- Odznaka „Zasłużony Działacz Kultury”
- Srebrny Krzyż Zasługi
- Nagroda I stopnia i Medal Zygmunta Glogera za całokształt twórczości artystycznej (poezja), pracy naukowo-badawczej i społeczno-kulturalnej, przyznane przez Społeczne Stowarzyszenie Prasoznawcze w Łomży (2000)
- Nagroda Prezydenta Miasta Gdyni (2010)
- Brązowy Medal Uniwersytetu Gdańskiego „Doctrinae Sapientae Honestati” (2013)[5]
- Brązowy Medal „Zasłużony Kulturze Gloria Artis” (2018)
- Nominacja do Nagrody Poetyckiej im. K. I. Gałczyńskiego – Orfeusz za tom Jeremiady (2023)[6]

Źródło:.